# 路德會啟聾學校
路德會啟聾學校（英語：Lutheran School For The Deaf）是香港一間聽障特殊學校，提供小一至中六聽障兒童教育。入讀路德會啟聾學校的學生必須被定為嚴重聽障（即雙耳都有聽力問題），在教育局安排下才可入讀。

## 歷史
路德會啟聾學校創立於1968年，原名為路德會望覺啟聾學校。最初，校舍設於九龍大角咀櫻桃街路德會沙崙學校5樓，又曾因課室不敷應用而借用位於又一村的協同神學院部份院舍作為教學用途。
由於空間嚴重不足，此校自1977年起已申請遷校，直至七年後才獲批葵涌新校舍用地。至1990年2月，現址落成，中小學部遷入新校舍上課。
2012年，學校獲得優質教育基金撥款二百九十六萬港元，推行為期三年（2012年2月至2015年1月）的「配合新高中課程發展，開發教學手語新詞彙」計劃（簡稱「手語輔助教學計劃」），以推動手語教學的發展，並建立網上字典《啟聾手語視像字典》，統整香港手語詞彙的打法。2015年，學校再獲二百四十三萬元的資助，使計畫得以繼續推行，包括繼續發展《字典》。
自2018/19學年起，隨著真鐸學校弱聽部結束辦學，路德會啟聾學校成為全港唯一一所提供小一至中六課程的聽障學校。

## 歷任行政人員[6]

### 校監
- 1974年-1976年：黃靜波 先生
- 1976年-1980年：張勝球 牧師
- 1980年-1983年：李永楨 牧師[註 1]
- 1983年-？：謝士柏 牧師（Rev. Louis R. Jasper）
- 陳煜新 牧師（現任校監）

### 校長
- 1970年-1972年：寇蒂絲 小組（Ms. Darien Curtis）（首任校長）
- 1972年-1975年：鄧國強 先生
- 1975年-？：吳國華 先生
- 許加恩 先生（現任校長）

## 學制
路德會啟聾學校雖然是一所特殊學校，但是推行主流課程，提供共十三年的免費教育（六年小學、四年初中、三年高中），學生會在高中三年級報考香港中學文憑考試。學校課堂由受過特殊教育訓練的教師負責，採用綜合溝通法，課堂語言除採用口語外，亦以發展手語作為輔助教學工具。

## 特殊教育服務

### 聽障學生增強支援服務
路德會啟聾學校開設了五所中心（香港島服務中心、新界東服務中心、九龍服務中心、新界西服務中心、葵涌服務中心），為全港的聽障中、小學生提供支援服務，包括：
- 學業輔導服務：中、英、數輔導教學及言語溝通訓練；
- 校本支援服務：到校為學生提供輔導；
- 個人成長輔導服務：透過小組活動和個別面談，協助學生在學業、成長、語言等方面的發展，以及提升學生自信心及社交技巧；
- 言語溝通培訓課程：個別及小組的言語、聽覺及溝通訓練；
- 聽覺支援服務：關於聽覺器材的使用和保養的免費講座及諮詢；
- 家長輔導服務：包括資料借閱服務、心理輔導、小組活動和面談；
- 教育專業輔導服務：為主流學校的教師提供專業支援服務，透過講座和活動，分享有關教導聽障學童的技巧及心得；
- 社工支援服務：透過不同形式的活動，輔導學生解決在社交及成長方面的問題，並與路德會長青群康中心合作，提供學生及家長輔導服務；
- 升學及就業輔導服務。[2][12]

### 言語治療服務
言語治療服務包括評估、治療，以及為家長及老師提供諮詢服務，包括專業意見和培訓。
評估方法：
- 語言能力評估測驗：雷妮氏語言發展量表；
- 發音能力評估測驗：香港粵語發音測試；
- 校內言語及溝通科成員所制訂之語言及發音測驗；
- 遊戲、說故事、談話；
- 課堂及課餘時的觀察；
- 家長和老師對學生日常生活表現的評語。[14]

訓練內容：
- 發音技巧訓練；
- 語言表達及理解訓練；
- 溝通及社交能力訓練；
- 聽覺訓練；
- 口腔肌肉活動訓練；
- 聲線控制能力訓練；
- 粵語拼音教學。[15]

### 聽覺服務
聽覺服務包括助聽器檢查、人工耳蝸處理器檢查、電池代購服務、耳模服務，以及聽覺檢查服務。

## 爭議
早年此校規定採用口語、並於低年級輔以唇語作教學媒介，直至後期才引進手語。
前副校長黎本立接受訪問時表示堅持唇語教學，不會鼓勵學生學習手語，更不贊同以手語輔助教學。此舉引起當時擔任電腦技術員的高錦縓不滿，認為直接影響聾人接收和傳達訊息的傳真度。黎本立被指違反「殘疾人權利公約」，剝奪聾人使用手語及透過手語接收資訊的權利，與學校推行「手語輔助教學計劃」背道而馳。他現郤擔任《啟聾手語視像字典》的顧問及網頁英文翻譯，被指在手語教學問題上的立場搖擺不定，窒礙學校推行「手語輔助教學計劃」及《啟聾手語視像字典》的發展。
平等機會委員會高級機構傳訊主任陳潔貞表示，人工耳蝸的助聽功能一般，曾有學生反映，經常只聽到微弱的聲音，無法解決學習困難。該校會在課堂上會以口語和手語並行教學，利用手語來輔助教學，讓學生更容易理解和吸收。香港中文大學手語及聾人研究中心總監鄧慧蘭教授認為，要聾童掌握不同的溝通工具，是十分困難的。聾校應該先將教學工具規劃化，編定一套以手語輔助口語的教學法去指導學生。她已編定全港第一部圖文並茂的手語字典，令手語發展趨向成熟，希望將來可以成為一種獨立的語言，有效地推廣手語教育。該校社工黃顯文認為，以唇語作溝通的方法始終是單向和被動的。他也認同聾健社群的看法，要實踐真正的聾健相融，最徹底的方法是讓健聽人士學習手語，運用聾人的母語作為教學語言，揭開聾人教育的新一頁。

## 註解
1. ↑  兼任同系路德會呂明才中學校長；已於2020年逝世。